# Die schönsten Volkslieder
Die schönsten Volkslieder – piąty album grupy muzycznej Die Flippers z roku 1975.

## Lista utworów
1. Ännchen von Tharau – 2:41
2. Das Wandern ist des Müllers Lust, Wem Gott will rechte Gunst erweisen, Muß i denn... – 2:58
3. Lustig ist das Ziegeunerleben – 2:20
4. Am Brunnem vor dem Tore – 2:28
5. Hoch auf dem gelben Wagen, ein Jäger aus Kurpfalz – 2:28
6. Es waren zwei Königskinder – 3:25
7. Du Du liegst mir am Herzen, Freut Euch des Lebens – 2:11
8. Hohe Tannen – 2:22
9. Horch was kommt von draußen rein, Auf der schwäb´sche Eisenbahne, Schwarzbraun ist die Haselnuß – 2:24
10. Sah ein Knab´ ein Röslein stehen – 2:51
11. Ich weiß nicht was soll es bedeuten (Loreley) – 3:16
12. Guten Abend, gute Nacht – 1:44